# Louis Robert (organist)
Louis Robert  (Haarlem, 13 november 1882 - New York, 14 februari 1938) was een Nederlands musicus, (stads)organist van de Haarlemse Grote of Sint-Bavokerk en koordirigent. Vanaf 1922 was hij organist van de Holy Trinity Church in New York en orgeldocent aan het Peabody Institute of the Johns Hopkins University in Baltimore.

## Biografie

### Nederland
Louis Robert, de geboorteaangifte luidt Louis Rubbert, was een zoon van de violist en dirigent Willem Robert en Hendrika Antoinetta Brouwer. Bij de geboorteaangifte traden de musici Leander Schlegel en Ernest Appy op als getuigen. Vader Willem werd vanuit 's-Hertogenbosch in 1875 als viooldocent aan de Toonkunstmuziekschool in Haarlem verbonden. Louis ontving vioollessen van zijn vader, pianolessen van diezelfde Leander Schlegel en muziektheorielessen van Wilhelm Heinrich Christoph Schmölling. Na een studie aan het Amsterdamsch Conservatorium orgel bij Jean-Baptiste de Pauw deed hij in 1902 eindexamen. Op 11 november 1904 behaalde hij als tweede organist in Nederland de in 1901 ingestelde Prix d’Excellence, de hoogste onderscheiding in Nederland.

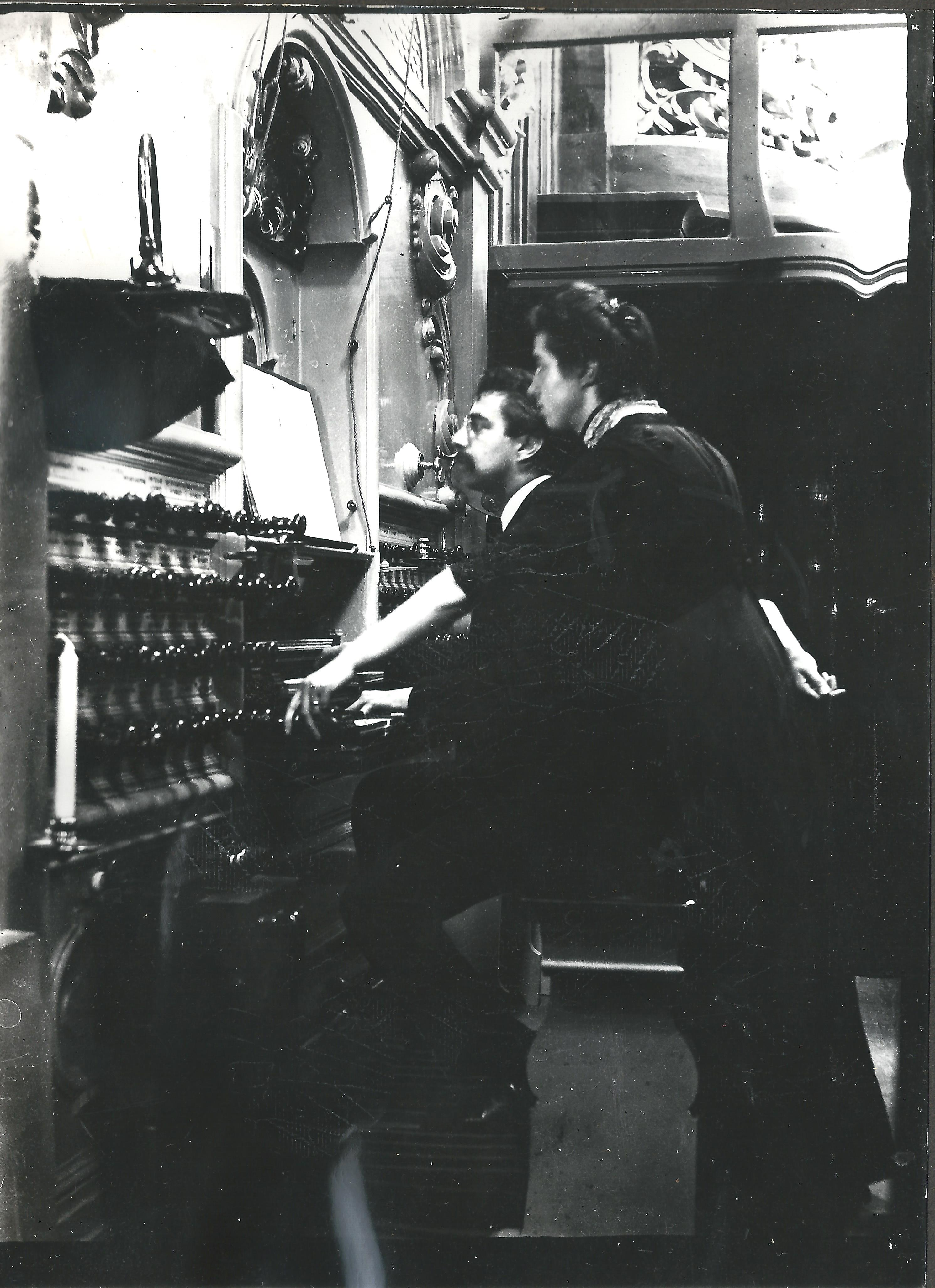
Louis Robert aan het Müllerorgel St Bavo, Haarlem.

Hij werd organist van de Remonstrantse Kerk te Haarlem, gevolgd door de Lutherse Kerk te Zaandam. Vanaf 1907 was hij verbonden aan de Doopsgezinde Kerk aan het Oosterpark in Amsterdam. Intussen maakte hij een grote carrière als alom gerespecteerd orgelvirtuoos en concerteerde overal in het land. In 1913 werd hij met grote meerderheid van stemmen in de gemeenteraad van Haarlem benoemd tot stadsorganist van de Haarlemse Grote of Sint-Bavokerk als opvolger van de teruggetreden Willem Ezerman. Tot zijn taak behoorde de verzorging van de vele gemeentelijke orgelconcerten en het toezicht op het hoofdorgel van Christian Müller. Tijdens Roberts ambtsperiode groeiden de Haarlemse stadsmiddagconcerten uit tot grootse muzikale evenementen, die door velen werden bezocht. Toen in 1919 daarnaast de avondconcerten werden ingesteld zorgde de ongekende reputatie van Louis Robert voor stampvolle kerken.
Als gevolg van zijn vele concerten in binnen- en buitenland had hij weinig tijd om les te geven. Een van zijn weinige leerlingen was Hendrik Andriessen, die hij voorbereidde voor een conservatoriumstudie. Diens in 1913 gecomponeerde, sinds 1922 in Amerika terechtgekomen - maar in 2021 teruggevonden  - Sonate Da Pacem, Domine is aan Louis Robert opgedragen. Alle orgelwerken, die Andriessen tussen 1913 en 1920 schreef, werden door Robert in première gebracht, waaronder zijn beroemde Toccata (1917) en Fête-Dieu (1918).
In 1915 nam Robert het initiatief tot de aankoop van het in het Paleis voor Volksvlijt opgestelde Cavaillé-Coll-orgel, dat al jaren niet meer in gebruik was. Het was het instrument waarop zijn leraar Jean-Baptiste de Pauw jarenlang zijn concerten gaf. Deze traditie had Robert nog tot het begin van de twintigste eeuw voortgezet. Dankzij enkele geldschieters kon het orgel door de gemeente Haarlem worden aangekocht, maar er is bijna een decennium overheen gegaan voordat het orgel daadwerkelijk geplaatst kon worden. Louis Robert woonde toen al in Amerika, zijn jongere broer George Robert heeft in 1924 het orgel in het Haarlemse Concertgebouw in gebruik genomen.
In 1918 werd Louis Robert organist van het Concertgebouw te Amsterdam. Bij het Mahlerfeest in 1920 bespeelde hij het Maarschalkerweerd-orgel van het Concertgebouw in de tweede en achtste symfonie onder Willem Mengelberg.
Naast zijn activiteiten als organist trad Louis Robert op als dirigent. Tussen 1907 en 1922 dirigeerde hij het Haarlemse mannenkoor Kunst door oefening. In 1914 volgde hij zijn vader Willem Robert op als dirigent van het Toonkunstkoor te Haarlem, waarmee hij opnieuw een warm pleidooi hield voor de muziek van Hendrik Andriessen: in 1921 leidde hij de première van diens L’histoire de l’enfant de Dieu voor sopraan- en tenorsolo, gemengd koor en orkest. In 1919 kreeg hij een aanstelling als tweede dirigent van het koor van de afdeling Amsterdam van de Maatschappij tot Bevordering der Toonkunst, als assistent van Willem Mengelberg. Kort voor zijn vertrek naar Amerika in 1922 aanvaardde hij nog een benoeming tot dirigent van de Liedertafel Amstels Werkman te Amsterdam.
Op 17 november 1921 diende Louis Robert om privéredenen zijn ontslag in als stadsorganist van Haarlem. Zijn broer George Robert, die hem al enige tijd vervangen had, volgde hem op. In 1922 emigreerde Louis Robert naar Amerika.

### Amerika

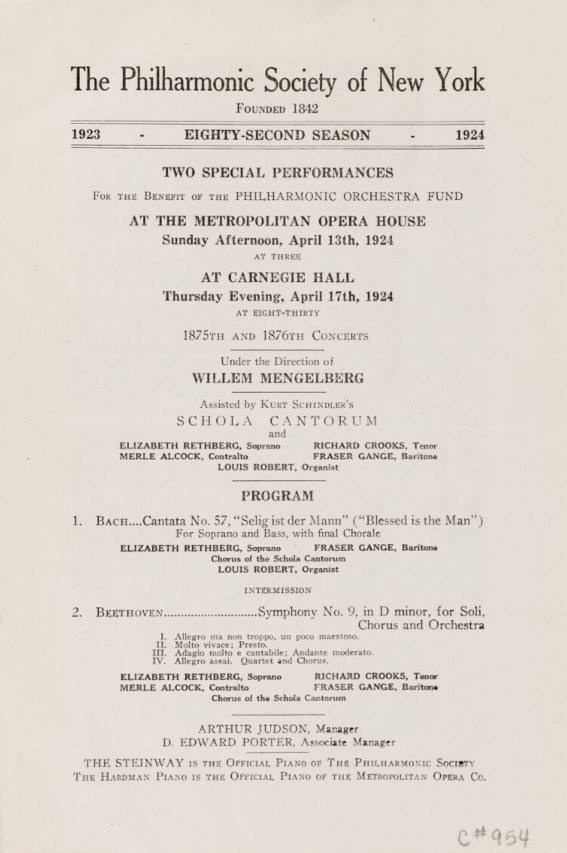
Concertprogramma New York Philharmonic met Mengelberg.

Aanvankelijk startte Louis Robert zijn Amerikaanse carrière als assistent van de Schola Cantorum van New York o.l.v. Kurt Schindler. In 1923 aanvaardde hij een post als organist en koorleider aan de Holy Trinity Church in New York, Brooklyn, tegenwoordig St. Ann & Holy Trinity genaamd, een neogotische kerk uit 1847, waar een bloeiende kerk-muzikale praktijk heerste. Met zijn koor verzorgde hij veel concerten, onder meer was er de jaarlijkse uitvoering van de Crucifixion van John Stainer. Twee jaar na zijn komst werd het oude orgel uit 1899 onder Roberts supervisie vervangen door een groot vierklaviers orgel, gebouwd door Ernest Skinner. Het instrument was een gift van de kerkgangers en van George Foster Peabody ter nagedachtenis aan zijn broer. Op dit instrument gaf hij talloze lunchpauzeconcerten; veel kerkdiensten werden jarenlang voorafgegaan of gevolgd door een halfuursconcert.
In 1924 werd Robert tevens benoemd aan het prestigieuze Peabody Conservatory of Music in Baltimore, waar hij de leiding krijgt van de orgelklas. Op 28 oktober 1924 gaf hij zijn intredeconcert met onder meer werken van Bach, César Franck, zijn begaafde Nederlandse leerling Hendrik Andriessen en een eigen compositie. Hij stond bekend als een onvermoeibaar, toegewijd docent, zowel voor orgel als piano, met een scherp inzicht en een brede kennis. Tot zijn leerlingen behoorde de wereldberoemde organist Virgil Fox, die hem na zijn overlijden opvolgde als leider van de orgelafdeling. Elk jaar was hij docent aan de internationale zomercursussen, die door het conservatorium werden georganiseerd en die door studenten uit heel Amerika werden bezocht. Aan het Peabody Conservatory leidde Robert tevens het Peabody Conservatory Chorus, een studentenkoor dat hij geleidelijk op een professioneel peil wist te brengen.
Tussen 1926 en 1937 dirigeerde hij de ‘Summit Choral Club’ te Summit, New Jersey, dat hij in  korte tijd tot een alom gewaardeerd koor wist om te vormen waarmee hij talloze concerten gaf en radio-opnames maakte. Het repertoire bestond tot 1934 hoofdzakelijk uit a capella repertoire, dat zich uitstrekte van Josquin des Prez, Palestrina, Sweelinck en Gesualdo tot Brahms, Elgar en Bartok. Daarnaast bevatte vrijwel elk programma Franse, Duitse, Engelse, Spaanse of zelfs Russische volksliedbewerkingen. Vanaf 1934 trok men instrumentale ensembles ter begeleiding aan.
In 1937 werd hij dirigent van de ‘Morristown Choral Society’, een nieuw koor te Morristown, eveneens in New Jersey, waar hij echter te kort heeft kunnen werken om grote resultaten te boeken; hij dirigeerde er slechts één concert.
Aan het overlijden van Louis Robert werd in New York, Baltimore en Summit veel aandacht besteed.
Als organist heeft Louis Robert in de Verenigde Staten waarschijnlijk niet meer de grote successen gekend die hij tijdens zijn ambtsperiode in Haarlem had beleefd.